# Amelia Sarteschi Calani Carletti
Amelia Sarteschi Calani Carletti (Fivizzano, 3 giugno 1802 – Firenze, 27 agosto 1856) è stata una poetessa italiana.

## Biografia
Amelia Sarteschi nacque nella villa paterna di Caugliano, frazione di Fivizzano in Lunigiana, il 3 giugno 1802, da Giuseppe Sarteschi e da Maria Magnani. Lo zio era il maggior poeta della Val di Magra, Giovanni Fantoni (meglio noto come Labindo). Non condusse inizialmente una vita felice, a causa del padre che aveva un carattere risoluto e violento. Amelia, per necessità, fu mandata da ragazzina, in un convento, esperienza negativa che visse con difficoltà e sofferenza, trovò sfogo e conforto unicamente nello studio. 
Rimase incinta e dopo aver superato diverse opposizioni con i familiari, si sposò nel 1822 con Francesco Calani, ufficiale delle guardie di confine, poi dei gendarmi granducali, da cui ebbe due figli, Agostino (nato il 24 novembre 1822) ed Aristide (nato il 28 gennaio 1824).  
Nel 1833 risultava evidente la partecipazione, all'epoca già molto attiva, della Calani alla causa liberale. 
Nel 1837 si diffuse la notizia che, per errore di un farmacista, le era stato propinato, al posto di un normale medicinale, del cloruro mercurico; il farmaco errato oltre a rovinarle la dentatura, sarebbe stato la causa di una malattia che poi lentamente l'avrebbe uccisa. Alcuni, in mancanza di indagini e atti giudiziari relativi all'incidente, pensano che questa notizia sia stata inventata dalla famiglia per nascondere un possibile tentato suicidio della Calani.
Nel 1840 ebbe la soddisfazione di essere ricordata da Michele Giuseppe Canale in una Lettera in difesa delle donne italiane. Nell'ottobre dello stesso anno ebbe modo di conoscere a Firenze, a casa di Maddalena Morelli Adimari, lo storico Cesare Cantù la cui fama, secondo la Calani, «formava una delle più belle glorie italiane» e di cui si sarebbe innamorata perdutamente. Poco dopo la Calani, a causa del comportamento del padre ripudiò sempre il cognome Sarteschi, lasciò Fivizzano con tutta la famiglia per trasferirsi stabilmente a Firenze seguendo il marito, che fu nominato capitano dei gendarmi del Granduca di Toscana.
Amelia Calani fu l’unica donna a partecipare alla prestigiosa Accademia Filelfica, ne fece parte dall'11 agosto 1843, inoltre, sviluppò un'intensa attività giornalistica, comparendo tra le firme più costanti del giornale La Donna Italiana. La Calani, oltre che a credere in ambito politico negli ideali risorgimentali, e in ambito sociale nell'emancipazione della donna, si professava in campo religioso del tutto agnostica. Tra le tante attività la Calani, collaborò anche al movimento di diffusione degli asili infantili.
Durante la disastrosa piena dell'Arno del 3 novembre 1844, il marito si ammalò e il 6 settembre 1845 morì.
Nel 1848 la poetessa si risposò con il conte Mario Carletti, più giovane di lei di venticinque anni, da sempre uno dei più assidui frequentatori del salotto Calani, il conte era anche uno storico e biografo.
Nel 1853 la Calani ebbe la soddisfazione di vedersi dedicato il romanzo della poetessa e scrittrice Isabella Rossi Gabardi Brocchi intitolato Dio non paga il sabato.
Morì il 27 agosto 1856, a causa di una malattia lunga e dolorosa che la costrinse, prima, a nutrirsi solo di cibi molli, poi unicamente di liquidi e alla fine le tolse anche la facoltà di parlare. Venne sepolta nel piccolo cimitero di S. Bartolomeo di Monte Oliveto a Firenze. Non ebbe la gioia di vedere, dopo soli tre anni, il 27 aprile 1859, sventolare il vessillo tricolore sulla torre di Palazzo Vecchio.

### Pubblicazioni
Subendo forse gli influssi provenienti dalla parentela, iniziò a scrivere i suoi primi versi, che Francesco Domenico Guerrazzi li definiva: «appassionanti, discordi e non pertanto armoniosi splendidi sempre». Compose, probabilmente, nei primi anni di matrimonio i Saggi sull'educazione, rimasti incompiuti.

Nel 1835 venne pubblicata per la prima volta la sua Lettera ad un'amica componimento letterario in cui la Calani dispensava i propri ammonimenti ed ammaestramenti per l'educazione delle fanciulle, di cui andava prima di tutto coltivata l'istruzione: 
(Amelia Calani, Lettera ad un'amica)
Nel 1841 uscì il volume di Prose e versi/ di Amelia Calani toscana estratto di 123 pagine dal Giornale letterario. Nel libro, che si apriva con un ritratto della Calani disegnato da Irene Uguccioni e inciso da G. di Giovanni, si trovano, tra le prose, i tre saggi scritti fino ad allora sull'educazione delle donne, quattro lettere sulle donne inviate ad Alessandro Vasoli, e l'elogio funebre di Andrea Cimoli, maestro fivizzanese che, si era messo al servizio degli altri insegnado ai figli dei compaesani poveri a leggere e a scrivere. Delle 123 pagine del volume, le ultime 30 raccoglievano le poesie della Calani, compresa La sorella estinta alla superstite, nella quale è la sorella defunta a dialogare con quella rimasta in vita. Verso la fine dell'anno apparivano, nella Strenna genovese pubblicata da Giacomo Cevasco, nuovamente sia Lettara ad un'amica, sia la canzone La sorella estinta alla superstite, anche se con il titolo cambiato in Alla sorella estinta.
Nel 1850 pubblicò i Versi funebri alla memoria di Marco d'Altemps, duca di Gallese, editi a Pisa, e dedicati al ciambellano del Granduca di Toscana. Si trattava di una raccolta di poesie o epigrafi fornite da diversi autori, più o meno noti, chiamati dalla Calani, per scrivere sul giovane defunto. Nel 1851 pubblicò i Racconti di un parroco di campagna che denunciano i pregiudizi, la superficialità e le superstizioni della gente di campagna, e pubblicò anche Palmira, un racconto che ebbe molte critiche sfavorevoli a causa della trama goffa e inverosimile, la morale dell'opera era quella che degli uomini non ci si può fidare.

### Il salotto Calani
Trasferendosi a Firenze, la Calani, non sembrò minimamente patire il nuovo ambiente, e strinse ben presto amicizia con i letterati e gli scrittori più in vista, che in quell'epoca abitavano lì. Il suo salotto divenne uno dei salotti risorgimentali più attivi e rinomati avendo tra gli abituali frequentatori: Giambattista Niccolini, Giuseppe Montanelli, Filippo De Boni, Cesare Cantù, Francesco Domenico Guerrazzi, Pietro Giordani, Francesco Dall'Ongaro, Giuseppe Giusti e molti altri che aiutarono a fare di quel luogo un notevole centro di diffusione degli ideali risorgimentali. Inoltre, anche il salotto della Calani badava soprattutto all'italianità degli ospiti, non si trovano, infatti, grandi tracce di presenze straniere tra gli invitati alle sue serate di "conversazione".
La poetessa, dopo la morte del primo marito, cercò conforto negli studi, chiuse momentaneamente il suo salotto, e quando lo riaprì lo rese un notevole centro di irradiazione degli ideali risorgimentali, lì venivano scambiate nuove idee, stabiliti programmi politici e, tramite attività artistiche, letterarie e culturali, si gettavano le basi della rinascita italiana. Il salotto della Calani fu il modello per quello che Mathilde Bonaparte, sua cara amica, costituì successivamente a Parigi, dopo il divorzio del 1846.
Amelia Calani non era solo fiancheggiatrice teorica del movimento rivoluzionario: visitò le maggiori città d'Italia per verificare lo stato delle popolazioni, le condizioni sociali, morali, politiche in cui la gente viveva, ed anche per coordinare e collegare gli esponenti dei diversi Stati al fine di un unico efficace movimento insurrezionale. Ebbe, dunque, il ruolo dell'agitatore politico, presto individuato dalla polizia, ma con grandissima abilità la Calani riuscì sempre a sfuggire agli avversari, e ad aiutare gli esuli e i patrioti.
Nel 1848 quasi tutti i partecipanti del suo salotto ebbero una parte importante nella rivoluzione antiaustriaca. Seguirono giorni difficili per la Calani, in cui fu angosciata dai sospetti della polizia austriaca, e amareggiata dalla sorte di tanti suoi amici.

## Opere
- Saggi sull'educazione, (incompiuti)
- Lettera ad un'amica, 1835
- Le prose e versi/ di Amelia Calani toscana, Palermo, 1841
- Versi funebri alla memoria di Marco d'Altemps, duca di Gallese, Pisa, 1850
- I racconti di un parroco di campagna, Firenze, 1851
- Il racconto Palmira, Firenze, 1853